# Dele Adeleye
Ayodele "Dele" Adeleye (Lagos, Nigéria, 1988. december 25. –) nigériai labdarúgó, aki jelenleg a Metalurh Doneckbben játszik hátvédként.

## Pályafutása
Adeleye a Shooting Stars csapatában kezdte pályafutását. A 2005-ös hollandiai ifjúsági vb során figyelt fel rá a Sparta Rotterdam, majd 2007-ben le is igazolták. A csapatnál töltött ideje szóba hozták többek között az Evertonnal, a Blackburn Roversszel és a West Ham Uniteddel is, de 2010 júniusában az ukrán Metalurh Doneckhez szerződött.

## Válogatott
Adeleye 2009. május 29-én, egy Írország elleni barátságos meccsen debütált a nigériai válogatottban. Behívót kapott a 2010-es világbajnokságra.

## Fordítás
- Ez a szócikk részben vagy egészben  a   Dele Adeleye című angol Wikipédia-szócikk fordításán alapul.  Az eredeti cikk szerkesztőit annak laptörténete sorolja fel. Ez a jelzés csupán a megfogalmazás eredetét és a szerzői jogokat jelzi, nem szolgál a cikkben szereplő információk forrásmegjelöléseként.